# Stalag 17
Stalag 17 (br: Inferno número 17, ou Inferno 17, ou Inferno nº 17 / pt: O inferno na terra) é um filme estadunidense de 1953, do gênero guerra, dirigido por Billy Wilder.
O filme foi adaptado por Billy Wilder e Edwin Blum de uma peça teatral da Broadway, de autoria de Donald Bevan e Edmund Trzcinski. Os dois aparecem no filme como prisioneiros. A peça foi dirigida por José Ferrer e foi a estréia na Broadway do ator John Ericson, que fazia Sefton. Entrou em cartaz em maio de 1951 e teve 472 encenações. É baseada nas experiências pessoais dos autores no campo de prisioneiros Stalag 17B, na Áustria.
A dupla formada por Robert Strauss (que participou da peça) e Harvey Lembeck intercala muito humor às cenas de tensão.

## Sinopse
O filme começa na semana antes do Natal de 1944, num campo de prisioneiros aliados sediado em algum lugar ao longo do rio Danúbio. Manfredi e Johnson tentam escapar por um túnel, mas são descobertos e mortos. Seus companheiros começam a suspeitar que há um informante entre eles. O prisioneiro Sefton é quem mais causa desconfiança por sua atitude cínica perante a guerra, sempre buscando lucrar através de negociações com os carcereiros nazistas ou promovendo eventos entre os companheiros que envolvem jogatinas e farras. A situação vai ficando perigosa e Sefton percebe que a única forma de escapar da morte é descobrir quem é o verdadeiro espião.

## Elenco principal
| Ator            | Personagem                               |
| --------------- | ---------------------------------------- |
| William Holden  | Sefton                                   |
| Don Taylor      | tenente Dunbar                           |
| Otto Preminger  | Von Scherbach                            |
| Robert Strauss  | Stanislas "Animal" Kasava                |
| Harvey Lembeck  | Harry Shapiro                            |
| Peter Graves    | Price                                    |
| Sig Ruman       | sargento Schulz                          |
| Neville Brand   | Duke                                     |
| Richard Erdman  | Hoffy                                    |
| Michael Moore   | Manfredi                                 |
| Peter Baldwin   | Johnson                                  |
| Robinson Stone  | Joey                                     |
| Robert Shawley  | Blondie Peterson                         |
| William Pierson | Marko                                    |
| Gil Stratton    | Clarence Harvey "Cookie" Cook (narrador) |
| Jay Lawrence    | Bagradian                                |
| Erwin Kalser    |                                          |
| Mike Bush       | dançarino                                |

## Principais prêmios e indicações
Oscar 1954 (EUA)
- William Holden venceu na categoria de melhor ator.
- Billy Wilder foi indicado na categoria de melhor diretor e Robert Strauss foi indicado como melhor ator coadjuvante.